# World of Warcraft
『World of Warcraft』（ワールド オブ ウォークラフト）はBlizzard Entertainment社が開発し運営しているオンラインゲームである。通称WoW。同社が開発販売しているウォークラフトシリーズの世界観を受け継いだMMORPG。WindowsのほかMac OS Xでも動作する。グラフィックは3Dだが、要求スペックが低めに抑えられているのが特徴。2010年には、登録ユーザ数が1000万人を突破しており、「最多登録者数のMMORPG」としてギネスブックに登録されている。

## ゲームの特徴
他の多くのMMORPG同様、プレイヤーは自分のキャラクターを後方斜め上から見下ろす視点で操作する。（オプション設定で一人称視点に切り替えることも可能であるが、この場合非常に視野が狭くなる。）このキャラクターで広大な世界を探検し、様々なモンスターと戦い、クエストをこなし、他のプレイヤーと触れ合う事が出来る。
本作は一ヶ月を単位とする課金方法を取っている。支払い方法は2009年現在、クレジットカードまたはゲームカード、デビットカードが利用可能である。
ゲーム開始に当たり、プレイヤーはプレイするサーバ(公式にはRealmと表現される)を選択する必要がある。各サーバはいわゆる平行世界に当たり、数千人のプレイヤーからなる全く独立した世界として進行している。サーバは主にプレイヤー同士の戦闘に関する違いに基づき、異なるカテゴリーに分類される。
カテゴリーは"Player versus player(PvP)" , "Normal", "Roleplay(RP)", "Roleplay-PvP"の四つとなる。"PvP"サーバの特徴は、初期エリアなど特定のエリアを除きプレイヤー同士の戦闘が自由に行える事である。"Normal"サーバではプレイヤー同士の合意の上で、何時何処で対人戦を行うかを選ぶ事が出来る。
サーバの選択後、Warcraftシリーズの世界観に基づき、キャラクターの人種に従って「Alliance陣営」か「Horde陣営」のどちらかに所属することになる。AllianceとHordeは、ゲーム内の世界（Azeroth)の支配権を巡って恒久的な戦争状態にあるという設定であり、所属する陣営の異なるキャラクター同士は、チャットやメールシステムによるコミュニケーションを取ることは一切できない。（例外として、Emoteと呼ばれる、いわゆる“仕草”モーションを使うことにより、単純なYes/Noのほか、“手を振る”“おじぎする”“つばを吐きかける”“笑いかける”などの単純な意思表示は可能である。）またキャラクター同士で直接金品の受け渡しを行ったり、同じグループやギルドに所属することも不可である。
なお、"PvP","RP", "RP-PvP"の各サーバでは、同一アカウントで両陣営にキャラクターを作成することができない仕様だったが、2009年12月以降これらの対人向けサーバも含め、全サーバで両陣営の作成が可能である。
プレイヤーは同一のサーバに計10キャラクターまで、また1アカウント毎に最大50キャラクターまで作ることが出来る。キャラクターを増やすことによる追加料金は発生しないが、既存キャラクターの名前・種族・陣営を変更する、キャラクターを別サーバーへ移動する、キャラクターを別のアカウントに移す、などのサービスの利用は有料となる。
マップは基本的にゾーン制だが、大陸間の移動や後述するインスタンス・ダンジョンへの出入りを除き、ゾーン間の移動はロードを挟まずにシームレスに行われる。標準で用意されたチャットチャンネルはゾーンごとに区別されており、別エリアのチャットに参加したり、これを閲覧することはできない。ただし、プレイヤーが自由に作成できるカスタムチャンネルや、グループやギルド、個人間でのチャットにはどこにいても参加可能である。
ゲームデザインは従来のMMOの基本的なスタイルを踏襲し、ゾーン毎に存在するキャンプや町でNPCからクエストを受け、これをこなしてレベルを上げていくスタイルである。クエストが尽きそうになると他のゾーンへの移動を促すクエストが用意されていることが殆どであり、クエストをこなして行けば自然と様々なエリアを訪れることになるような工夫がなされている。プレイヤーがそれぞれにあった時間で手軽にプレイを楽しめるように、クエストはソロによる達成が可能なものが大半であるが、グループ推奨のものも多数用意されている。グループ推奨のクエストは「グループクエスト（2-5人用）」「ダンジョンクエスト（5人用）」「レイドクエスト（10/25/40人用）」という区分けがされており、対象となる敵や報酬もグループの規模を前提とした強さになっている。
ダンジョンのうちいくつかはインスタンスとなっており、これを攻略するためにはグループがまず必須となる。インスタンスとはグループあるいはキャラクターのためにその都度生成される専用のゾーンで、同じグループに所属していなければ同じインスタンスに入場することはできない。（これはすなわちそのダンジョンをひとつのグループで独占できるということであり、グループ間の狩り場争いというものが起こらないようになっている。）ダンジョンには複数ボスが存在し、これを倒すと、ボスごとに設定された数種類のアイテムの中からランダムで1-2個が報酬として入手できる。
エンド・コンテンツも充実しており、レベルキャップに達してからも様々な遊び方ができる。少人数規模のシビアな対人戦を行うArenaゲームで世界中のプレイヤーを相手にPvPの腕を競ったり、本格的なレイド攻略ギルドに参加して困難なレイドダンジョン攻略に挑戦したりすることもできる。いずれも段階的な難易度を経てより難しいものに挑戦してゆく仕組みになっており、初心者でも始めやすい。当然、高度のコンテンツを達成するとそれだけ報酬として入手できるアイテムの質も上がっていく仕組みになっているため、やりがいもある。
ただし、一部のコンテンツで得られる報酬の振り分けには重大な欠陥もある。例えばBattle Ground(戦場)でのHonorがそれに当たる。
コメディ・セントラルのアニメ「サウスパーク」でも取り上げられており（Make Love, Not Warcraft）、ゲームシステム等が詳しく書かれている（ちなみに本作で出てくるスキンはBlizzardがオリジナルスキンを提供した）。また、2008年10月には、難病と闘う少年少女の夢をかなえる米国NPOメイク・ア・ウィッシュ(Make A Wish Foundation)により、悪性脳腫瘍と闘う当時10歳の少年、Ezra Chattertonが、Blizzard社のリードゲームデザイナーとしてWorld of Warcraftのクエストを作るという夢を実現させたことでも話題となった。

## チャットシステム
World of Warcraftではプレイヤーが独自にチャットチャンネルを作成することができる。チャットシステムはIRCがベースとなっているようで、モデレータ権限などIRCでの概念がほぼそのまま通用する。ただしAllianceとHordeの間では意思の疎通ができないというのがゲームの前提になっているので、異なる陣営に属するキャラクターは同じチャットチャンネルに接続することはできない。同じ名前のチャンネルであっても、それは別物として扱われている。
ゲームクライアントは基本的に文字データをUnicodeでやり取りしている。そのため、設定ファイルに日本語フォントを指定することで日本語でのチャットも可能であり、変更用のAddOn(次項参照)がすでに作られて利用されている。全角文字はデフォルトのフォントを利用しているクライアントでは表示されず（？の羅列に見える）、また「発言内容の存在しない発言」を繰り返すことはスパムの一種と見なされるため、全角文字をプライベートなチャンネル以外に流すことは慎むべきである。また、フォントの導入はオプションであるため、導入を必須事項にしているギルドなどの仲間内を除いては、日本人プレイヤー同士のコミュニケーションであってもローマ字による会話が用いられるケースがある。

## アップデート
アップデートは数カ月ごとに行われ、規模もごく小さなバグ修正程度のものから、数十メガバイト、時には追加コンテンツを含む数百メガバイトの容量を持つものまで様々である。こうした大容量のアップデートプログラムのダウンロードにあたっては、BitTorrentのP2P方式を利用した専用クライアント“Blizzard Downloader”が使用されることになる。これはアップデートの際にアクセスの集中によりサーバに負荷がかかるのを防ぐための措置であり、大型パッチの直前には、プレイ中にバックグラウンドでセグメントファイルが先行でダウンロードされることもある。P2P方式であるため、プロバイダーや管理側の規制等によりBlizzard Downloaderを利用できない環境のユーザーもいるが、そうした場合もFileFrontのような大手ダウンロードサイトから通常の方式でダウンロードすることが可能である。

## アドオン
World of Warcraftのゲームクライアント最大の特徴は「アドオン(AddOn)」と呼ばれる拡張ソフトの存在であろう。これはXMLやスクリプトによって記述されたファイルで、この「AddOn」をインストールすることでゲームクライアントに様々な機能を追加することができる。Webブラウザのプラグインのようなもので、この「AddOn」の存在によりクライアントのカスタマイズ性は非常に高い。
ただし、AddonについてはBlizzardは基本的に関知せず、有志が作成したものを自己責任で導入することとなるため、導入にあたっては注意が必要である。ウイルスが混入された悪質なものをインストールしたユーザーが、アカウントをハックされるといった事件が起こることがある。

## セキュリティ
人気MMORPGであるためにアカウントを狙った詐欺やハッキングの危険は多い。AddonやWoW関連のサイトにキーロガーと呼ばれるパスワードを盗み出すマルウェアを仕込まれたり、Game Masterを装ったキャラクターから個人情報をメールで送るよう要求されたり、"battle-net" "blizzard"などもっともな文字列をつかったURLへ誘導するSpamメッセージが届いたりすることがよくあるが、本物のGame Masterがコンタクトしてくる際は外部サイトへの誘導はせず、こちらのアカウント名やパスワードなどを聞いてくることもないため、容易に見分けをつけることができる。また、Addonのダウンロードサイトにアクセスする際は、ウイルス対策ソフトの使用、不審なファイルをダウンロードしないのは勿論のこと、極力信用性のおける大手サイトに限ること、閲覧時のブラウザには非IE系（FirefoxやGoogle Chromeなど）を使うことを推奨する。

## 種族

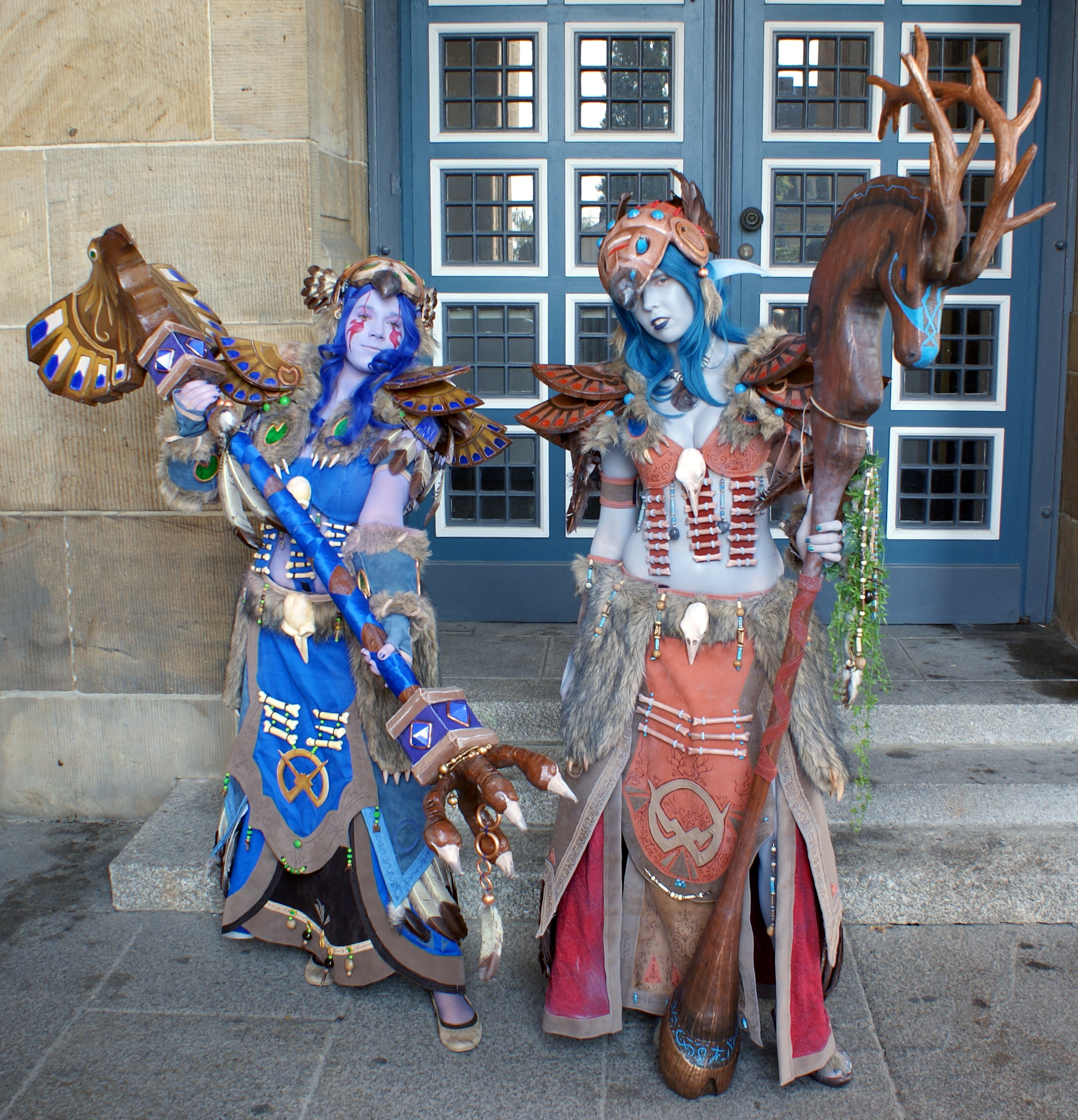
ナイトエルフ、ドルイド（コスプレ）

World of Warcraftにおいては、最初に選択した種族で所属する陣営が決定される。これはすなわち、その後のプレイにも大きな影響を与えるということでもある。（例えば、サーバーによっては片方の陣営に大きく人口が偏っており、人口の少ない陣営はフィールドPvPなど一部のコンテンツで不利になったりする。）種族によって能力値や特殊能力に若干の差があり、PvPにおける有利不利に関する数々の議論を巻き起こしている。種族によって選べるクラスには制限がある。各種族にはそれぞれ固有のスタート地点と初期クエストが用意されており、それぞれウォークラフトの世界観における各種族の文化や立ち位置を反映したものになっている。

### Alliance
- Human 人類
- Dwarf ドワーフ
- Night Elf 夜のエルフ
- Gnome ノーム
- Draenei ドレナイ（拡張パック"The Burning Crusade"にて追加された）
- Worgen 人狼（拡張パック"Cataclysm"にて追加された）
- Lightforged Draenei（拡張パック"Battle for Azeroth"にて追加された）
- Void Elf（拡張パック"Battle for Azeroth"にて追加された）
- Dark Iron Dwarf（拡張パック"Battle for Azeroth"にて追加された）
- Kul Tiran（拡張パック"Battle for Azeroth"にて追加された）
- Mechagnome（拡張パック"Battle for Azeroth"にて追加された）

### Horde
- Orc オーク
- Undead アンデッド
- Tauren タウレン
- Troll トロール
- Blood Elf 血のエルフ（拡張パック"The Burning Crusade"にて追加された）
- Goblin ゴブリン（拡張パック"Cataclysm"にて追加された）
- Nightborne（拡張パック"Battle for Azeroth"にて追加された）
- Highmountain Tauren（拡張パック"Battle for Azeroth"にて追加された）
- Mag'har Orc（拡張パック"Battle for Azeroth"にて追加された）
- Zandalari Troll（拡張パック"Battle for Azeroth"にて追加された）
- Vulpera（拡張パック"Battle for Azeroth"にて追加された）

### 中立
レベル10に達すると所属する陣営を選べることになっている。
- Pandaren パンダレン（拡張パック"Mists of Pandaria"にて追加された）

## クラス ＆ タレント
クラスを選ぶ際に問題になるのは主に種族だけである。かつてはAlliance陣営には聖騎士（Paladin）が、Horde陣営にはシャーマン（Shaman）が、各派閥専用としてそれぞれ設定されていたが、拡張パック"The Burning Crusade"を境に2クラスとも両陣営で作成可能になり、派閥によるクラスの差異はなくなった。
また拡張パック"Wrath of the Lichking"では、新クラス死霊騎士（Death Knight）が追加された。死霊騎士（Death Knight）はその背景記事の特殊さから、種族の制限を受けることなく作成することができるが、原則として一つのサーバーにつき1キャラクターしか作成することはできない。（他のサーバーで作成した死霊騎士（Death Knight）を有料のサーバー移動サービスを使ってすでに死霊騎士（Death Knight）のいるサーバーへ移動することは可能）
各クラスにはタレントと呼ばれる特性を伸ばす仕組みが用意されている。タレントは全てのクラスに3種類ずつの系統が存在し、プレイヤーの選択次第で様々な特性を持ったキャラクターを作成することができる。クラスによっては系統毎の性質がまるで違うため、同じクラスでありながら全く異なる役割を持たせることも可能になっている。タレントはレベル10から選択可能になり、2レベル(レベル81以降は1レベル)アップする度に割り当て可能なポイントが1ずつ加算されていく。Diabloのスキルツリー・システムと違い、一度割り振ったポイントもゲーム内通貨を使っていつでもリセットすることが可能であるため、好みのビルドを追求することができる。
バージョン5.0から、タレントツリーのシステムはなくなっており、代わりに15レベルごとに（DKなどのクラスを除いて）一つのタレントが与えられており、このタレント自体は三つの選択肢から1つ選択することになっている。各クラスの、各レベルタレントの選択しもそれぞれ異なっており、休憩エリアでは随時変更可能で、非休憩エリアでは、アイテムを使用して自由に変更することが可能。
バージョン7.0から、Rogueのスペック「Combat」が削除されており、代わりに「Outlaw」というスペックを追加。
| Death Knight 死霊騎士 - Blood 血 - Frost 霜 - Unholy 邪悪                       | Druid ドルイド - Balance バランス - Feral 野性 - Restoration 復元 - Guardian 守護 | Hunter 猟人 - Beast Mastery 獣馭 - Marksmanship 射撃 - Survival 生存 | Mage 魔法士 - Arcane 神秘 - Fire 火 - Frost 霜                           |
| Paladin 聖騎士 - Holy 神聖 - Protection 守り - Retribution 神罰                 | Priest 祭司 - Discipline 苦行 - Holy 神聖 - Shadow 闇                             | Rogue 盗賊 - Assasination 暗殺 - Outlaw 無法者 - Subtlety 潜伏       | Shaman シャーマン - Elemental 元素 - Enhancement 強化 - Restoration 復元 |
| Warlock ウォーロック - Affliction 苦痛 - Demonology 悪魔研究 - Destruction 壊滅 | Warrior 戦士 - Arms 武器 - Fury 怒 - Protection 守り                              | Monk 僧人 - Brewmaster 酒仙 - Mistweaver 織霧 - Windwalker 踏風      | Demon Hunter 悪魔ハンター - Havoc 混沌 - Vengence 復讐                   |

## 生産
World of Warcraftにももちろん、大抵のMMORPGにおいてお馴染みの生産システムも用意されている。World of Warcraftにおいて生産スキルはProfessionと呼ばれ、Primary Professionは11種類、Secondary Professionが4種類用意されている。
Secondary Professionはプレイヤーの能力などに直接影響を及ぼすものではなく、生産できる物もすべて他人から入手・使用することが可能であり、4種類全てを自由に取得することができる。Primary Professionはより習得に手間がかかるが、ゲームプレイに直接影響を与えるような強力な成果物を得られるほか、スキルアップ時のキャラクター性能へのボーナス効果もある。こちらは全11種類の中から2種類までしか取得することができない。ただし、それまで習得してきたPrimary Professionのどちらかを完全に捨て去ることで、新たな種類のものを再取得することができる。
- Primary Profession
  - Herbalism （フィールドやダンジョンに自生しているハーブを採集することができる）
  - Mining （フィールドやダンジョンにある鉱床から鉱石を採集することができる）
  - Skinning （主に動物系のモンスターの死骸から皮を採集することができる）
  - Alchemy （主にハーブを原料として、様々な薬品を製造することができる）
  - Blacksmithing （主に鉱石を原料として、金属製の武器や防具を製造することができる）
  - Enchanting （不要な武器や防具を分解して魔法成分に変換し、それらを利用して装備に特殊効果を付与することができる）
  - Engineering （主に鉱石を原料として、爆弾や銃、地雷など、様々なメカを製造し利用することができる）
  - Inscription （ハーブを原材料とするインクを使用して、魔法や技能をパワーアップさせるGlyphを書くことができる）
  - Leatherworking （主に皮を原料として、Leather ArmorやMail Armorなど様々な装備品を製造することができる）
  - Tailoring （主に布を原料として、ローブやバッグを製造することができる。布類は一般的にHumanoid類のモンスターから入手できる）
  - Jewel Crafting（鉱石を原材料とする宝石を利用して、特殊なTrinketやRing、Necklaceのほか、装飾品や装備にはめ込む宝石を製造することができる）

- Secondary Profession
  - Cooking （モンスターから得た肉やFishingで得た魚を調理することができる）
  - Fishing （釣り竿を装備することにより、世界各地で様々な魚を釣り上げることができる）
  - First Aid （主に布を原料として、Healthを回復する包帯を製造し利用することができる）
  - Archaeology(mapに記されたDigSiteでSurveyスキルを使うことによってWarcraftの歴史にちなんだ遺物を発掘することができる)

Primary Professionは大別して実際に生産を行う生産系と素材の採集を行う採集系に分けることができる。大抵の場合は、薬品を製造するAlchemyとその素材を採集するためのHerbalism、武器や防具を生産するためのBlacksmithingとその素材を採集するためのMiningなど、生産系Professionは特定の採集系Professionとセットで覚えることでスキルアップが容易になる。また、生産系Professionにこだわらず、HerbalismとMiningなど手間いらずな採集系Professionのみを取得し、採集した資源の第三者への売却のみを専門に行うというプレイスタイルもある。（ただし、採集系Professionはボーナスとなるキャラクター性能の上昇値が最終的に生産系に比べ劣るため、エンドコンテンツをプレイする際には不利になる。）
バージョン7.0では、各Professionでのキャラクターの性能に影響するボーナスはなくなっている。
バージョン8.0から、First Aidが削除されている。

## 世界背景・歴史概略
世界の崩壊・破滅を求める Demon達、『The Burning Legion』がOrcに呪いをかけ、Azeroth へ侵攻する。（War Craft I/II）
The Burning Legion は、裏切りの代償、そして新たなる契約の証として Orc のShaman『Ner'zhul』の魂を Frozen Throne という Azeroth の僻地に存在する神秘のクリスタルに閉じ込め、少しずつ Human をUndead化する作戦の指揮を執らせる。Azerothの大地に降り立ったDemon達及びUndead達『The Scourge』とHuman/Dwarf/NightElf/Orc/Tauren/Trollの連合軍の戦いが起こる。（War Craft III）
Lich King の力が衰え、それに伴う新たな勢力の勃興。
- Demon の力を持つ Night Elf の『Illidan』とNaga/Blood Elf の一派
- Lich King の支配を逃れた元 High Elf の『Sylvanas』とその一派『The Forsaken』（WoWにおけるUndead）

そして新たな戦いが起きる。（War Craft III: The Frozen Throne）
三度の大戦を経て、HumanとOrcの確執はHumanのリーダー『Jaina Proudmoore』とOrcのリーダー『Thrall』の友情によりようやく収まったかに見えた。しかし行方不明と思われていた Jaina の父とその配下の海軍によって、束の間の平和は乱される事になる。
Jaina の父は娘にOrcは倒すべき敵であり、父と共にHumanとしての世界を築くかOrcと手を組み父と戦う道を選ぶか、究極の選択を迫る。Jaina は再三、父に考えを改める様説得したが叶わず、苦悩の末 Thrall とOrcに手を貸し結果として Jaina の父は死に、Thrall と Jaina の信頼・友情だけではお互いの民の不信感を拭い去る事が出来なくなってしまった。
War Craft III: The Frozen Throne の時代より4年、世界は Orc/Tauren/Troll に Forsaken を加えた Horde陣営、Human/Dwarf/Night Elf に祖国の攻防戦に敗北した Gnome を加えた Alliance陣営、二つの勢力に別れ、各地にまた戦いの兆しが見え始めていた。
こうしてWorld of Warcraftの世界が始まる。

## 拡張パック
Burning Crusade(2007年1月16日発売)

2011年6月28日よりBurning Crusadeへのアップグレードは自動的に行われる仕様になった。(別途料金が不要)
追加の項目
- レベル制限を60から70へ引き上げ
- 新種族、HordeにBlood Elf、AllianceにDraeneiを追加。
- 新エリア「Outland」の追加
- Flying Mountの追加(Outlandのみ使用可能)
- クエスト、アイテム、モンスター、インスタンスの追加
- 生産スキルにJewelcraftingを追加
- ソケットアイテム&GEMの追加
- アリーナの追加

Wrath of the Lich King(2008年11月13日発売)

追加項目
- レベル制限を70から80へ引き上げ
- ヒーロークラス「Death Knight」の追加
- 生産スキルにInscriptionを追加
- 新エリア「Northrend」の追加
- 魔法都市ダラランがNorthendの上空へ移動
- 髪型の変更

Cataclysm(2010年12月7日発売)

追加項目
- レベル制限を80から85へ引き上げ
- 新種族: Goblins(Horde)、Worgen(Alliance)。
- 種族とクラスの新たな組み合わせ （例）Tauren Paladin
- 新スキル: Archaeology
- AzerothでのFlying Mount使用
- CataclysmによるAzeroth大陸の地形変化

Mists of Pandaria(2012年9月25日発売)

追加項目
- レベル制限を85から90へ引き上げ
- 新種族: Pandaren（種族スタート地域のクエストをすべて完了後にHordeまたはAllianceどちらかを選ぶ。）
- 新クラス: 「Monk」の追加（GoblinsとWorgenを除いて、全種族が選択できる。）
- 新エリア:「Pandaria」の追加
- チャレンジモード、ペットバトル、シナリオモードの追加
- サーバー間低レベル地域の共有化
- アカウント間Achievements,Mount,Pet,称号の共有化
- 全クラスTALENTSの改編
- 全クラスにLegendaryのCloakを獲得可能のクエストラインが追加

Warlords of Draenor(2014年11月13日発売)
追加項目
- レベル制限を90から100へ引き上げ
- 新エリア:「Draenor」の追加
- 新要素：「Garisson」との追加
- 全クラスにLegendaryの指輪を獲得可能のクエストラインが追加
- 全面的なサーバ間地域の共有化。
- 一部のアイテムが玩具として分類される。
- 全プレイヤー種族のキャラモデルがHD化。

Legion(2016年8月30日発売)
追加項目
- レベル制限を100から110へ引き上げ
- 新エリア:「Broken Isles」と「Argus」の追加
- 魔法都市ダラランがBroken Islesの上空へ移動
- 新クラス:「Demon Hunter」の追加
- Rogueのスペック「Combat」が削除し、代わりに「Outlaw」というスペックを追加
- Hunterのスペック「Survival」が近接戦スペックに変更
- 新要素：「Artifact」の追加
- 新要素：「Class Hall」の追加
- Legendaryの装備が世界中（Broken IslesとArgusのみ）からランダムドロップで獲得することになる。
- 新要素：「World Quest」の追加
- 新要素：「Legion Invasion」の追加
- 新要素：「Mythic+」難易度の5人ダンジョンの追加
- Transmogシステムが一新。

Battle for Azeroth(2018年8月14日発売)
追加項目

## 出来事
2005年、本作に登場する血神ハッカルがまき散らす伝染性のデバフ「Corrputed Blood」が、ダンジョン外にまで拡散した結果、仮想空間内でのパンデミックへと発展し、のちにこの出来事はCorrupted Blood事件 として知られるようになった。